# Tema de Estrimão
O Tema de Estrimão (em grego: θέμα Στρυμόνος; romaniz.: Théma Strymónos) foi um tema (uma província civil-militar) bizantino localizado na região da Macedônia grega e com capital em Serres. Ele provavelmente foi fundado de meados para o final do século IX e sua história como uma subdivisão administrativa foi conturbada, com várias fusões e separações com os temas vizinhos.

## Localização
O tema abrangia a região entre os rios Estrimão e Nestos, entre a cordilheira do Ródope e o mar Egeu, uma região estrategicamente importante. O tema controlava não somente as saídas de vários passos do interior dos Bálcãs, região dominada pelos eslavos, até as planícies costeiras da Macedônia, mas também era atravessado pela grande via Egnácia, que ligava a Trácia, controlada pelos bizantinos, com Tessalônica, a segunda maior cidade do império. A região foi colonizada primordialmente por eslavos a partir do século VII e manteve uma característica predominantemente eslava até o século XI. As principais cidades do tema eram Serres, Filipos, Cristópolis e Crisópolis. Contudo, no período imediatamente após a criação, o Tema de Estrimão pode ter também abrangido as cidades de Xanti e Mosinópolis, à leste do Estrimão.

## História
No século VIII, Estrimão era uma clisura do Tema da Macedônia. A data exata de sua fundação como um tema independente é desconhecida, mas é provável que seja algo em torno da primeira metade do século IX; Uma passagem em Teófanes, o Confessor, data de 809, parece implicar na sua existência já naquela época, mas seu governador não aparecia na lista de oficiais conhecida como Taktikon Uspensky (c. 842). O estratego de Estrimão aparece pela primeira vez no "Cletorológio" de 899, embora evidências sigilográficas apontem a existência de arcontes e estrategos já a partir do segundo quarto do século IX Além disso, o bispo de Serres foi elevado à posição de arcebispo na mesma época, uma possível indicação da consolidação de uma capital na cidade Diversos autores, como o bizantinista francês Paul Lemerle, defendem sua criação no final da década de 840, durante as campanhas de Teoctisto contra os eslavos, mas o historiador Warren Treadgold considera que a região só se tornou um tema por volta de 896 como forma de deter o tsar búlgaro Simeão I (r. 893–927).
No final do século X, o tema foi dividido em duas partes: a primeira, chamada de Estrimão, também era conhecida como Criseuba ou Crisaba (em grego: Χρυσεύβα/Χρυσάβα; romaniz.: Chryseuba/Chrysaba) de acordo com o estudioso grego Nicolau Oikonomides (uma forma helenizada de "Krushevo", atual Achladochori), e o tema de "Novo Estrimão" (em grego:  Νέος Στρυμών). Este último aparece apenas no "Escorial Taktikon" (c. 975). Oikonomides o identifica como sendo a porção do antigo tema a oeste do Nestos, que foi posteriormente elevada à condição de tema com o nome de Bolero (em grego:  Βολερόν), ou com a porção norte, ao longo do alto Estrimão, adquirida possivelmente após a conquista da Bulgária pelo imperador João I Tzimisces (r. 969–976) em 971. No final do século X, o tema de Estrimão parece ter sido fundido no Tema da Macedônia e, talvez, também com os colonos drogubitas, enquanto que, no século XI, a região parece ter sido incorporada pelo Tema de Bolero.
O tema continuou existindo até a dissolução do Império Bizantino na Quarta Cruzada (1204), quando seu território foi incorporado pelo Reino da Tessalônica. Em 1246, após o imperador de Niceia João III Ducas Vatatzes (r. 1221–1254), ter conquistado a Macedônia, o tema foi restaurado como uma província separada. No século XIV, porém, Estrimão aparece novamente ligado a outras províncias, como os temas de Bolero e Tessalônica, ou como o "Tema de Serres e Estrimão". Ele foi permanentemente dissolvido após a conquista da região pelos Império da Sérvia, na década de 1340, durante a guerra civil bizantina de 1341-1347.